# Gastgewerbe

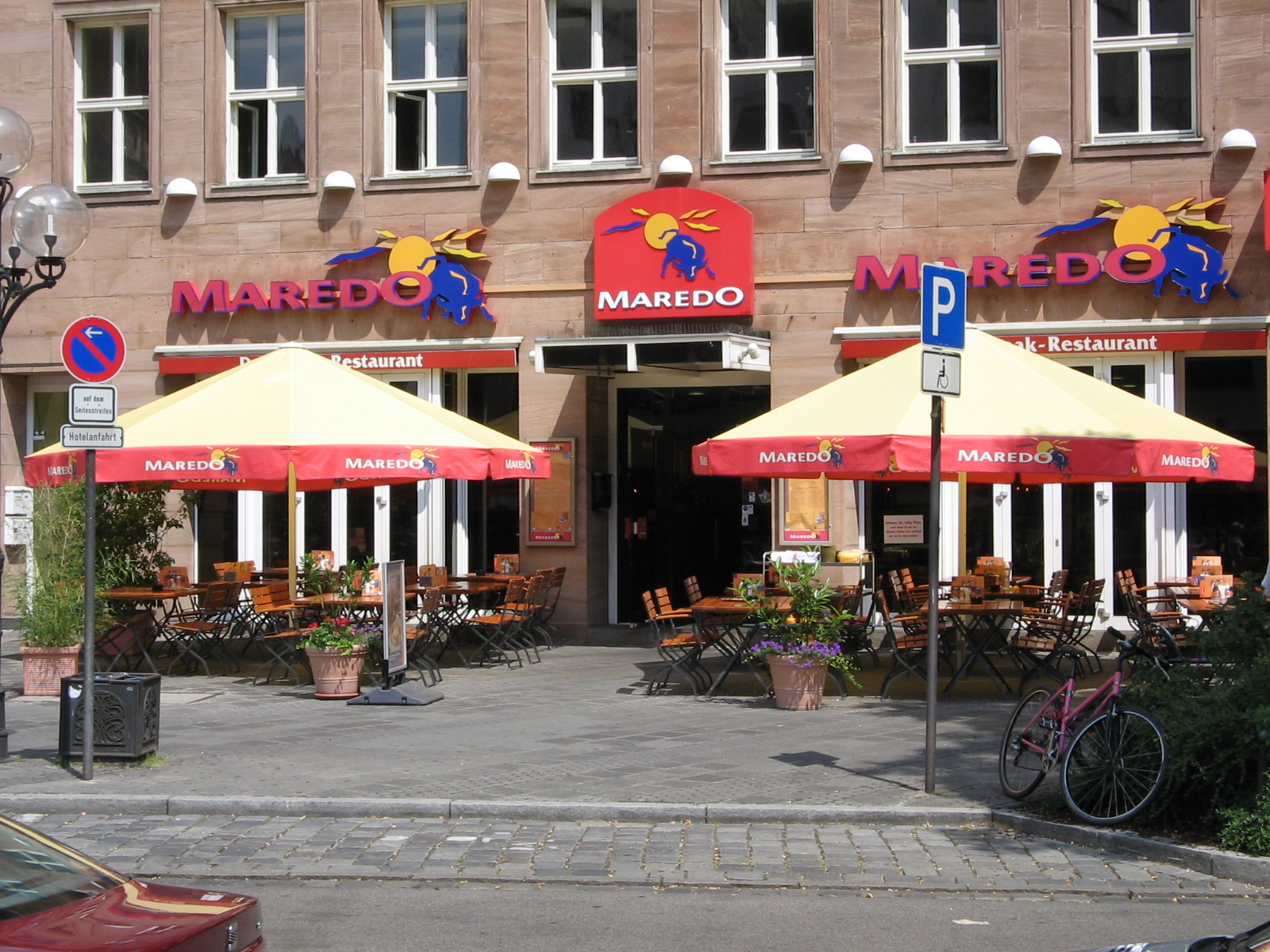
Gastgewerbe: hier Systemgastronomie

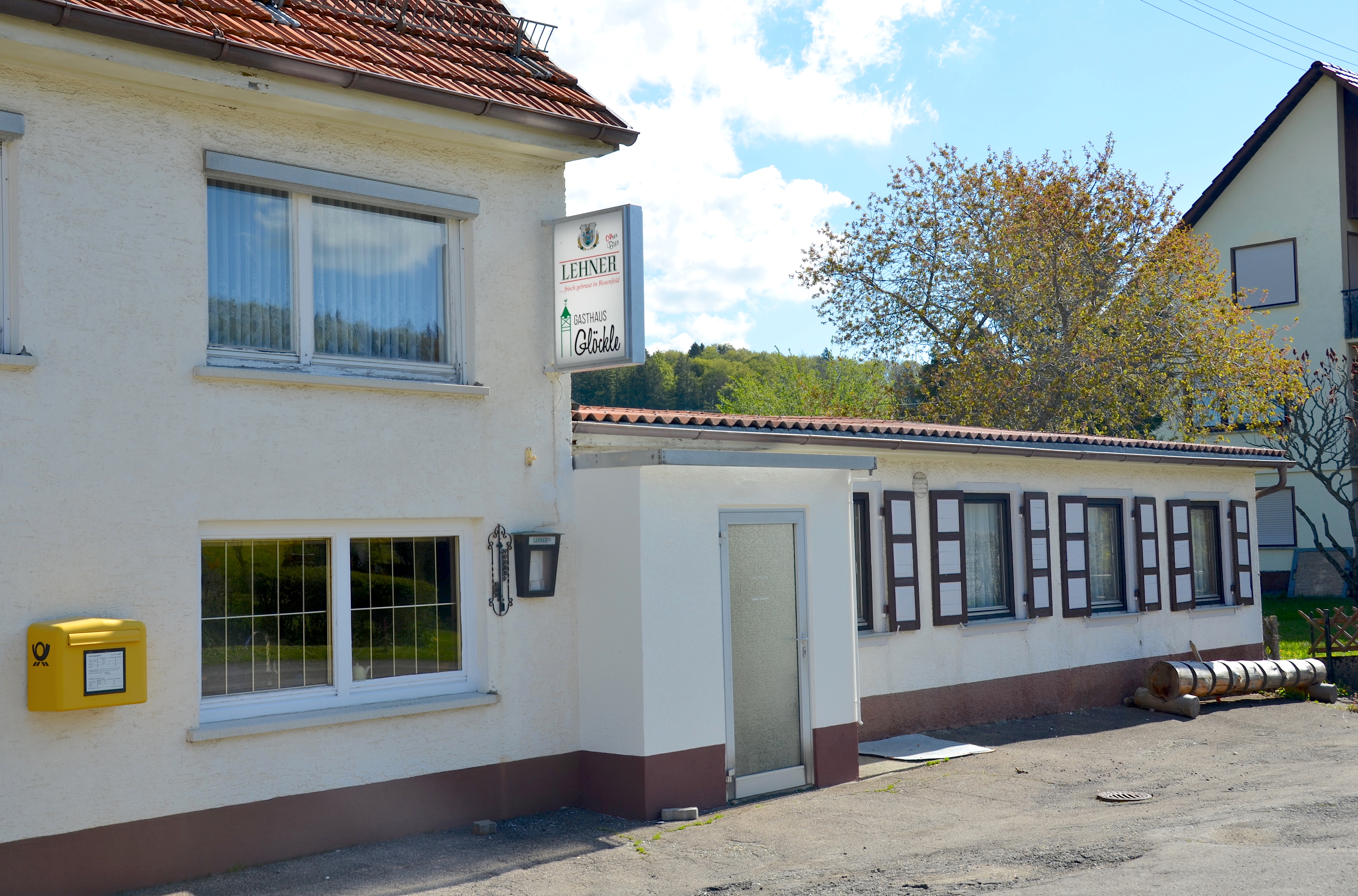
Das Gasthaus Glöckle aus den 1950ern in Geyerbad, mit typischem Anbau und Eingang in den Verpflegungsbereich

Unter dem Gastgewerbe, präziser Hotel- und Gastgewerbe oder Beherbergungs- und Gaststättenwesen (in Deutschland HoGa oder HoReCa abgekürzt), versteht man die gewerbsmäßige Verpflegung und/oder Beherbergung in einem Beherbergungs- und Gaststättenbetrieb (auch Gastbetrieb genannt).

## Leistungen und Betriebsarten des Gastgewerbes

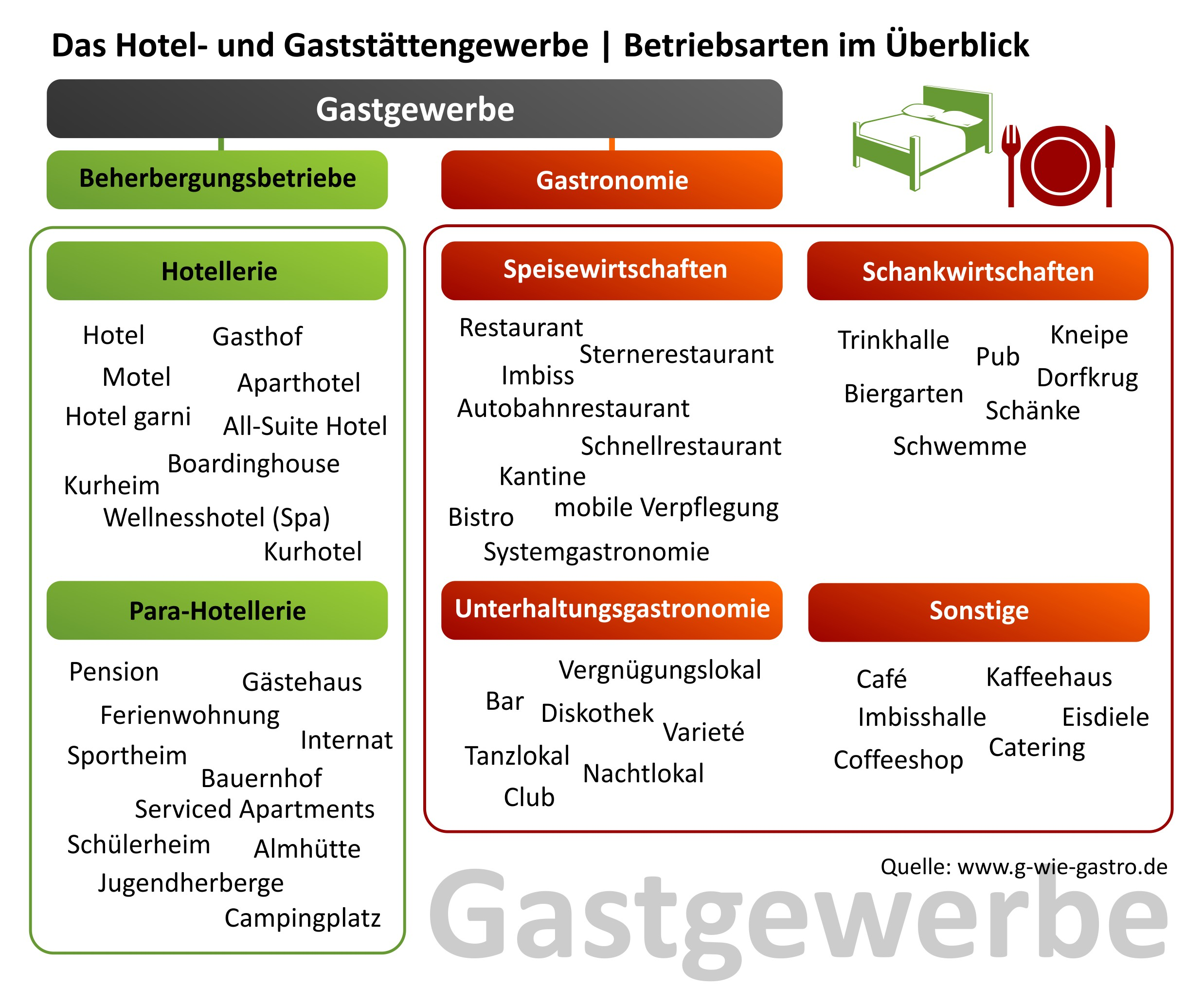
Betriebsarten im Gastgewerbe

Das Gastgewerbe gliedert sich in die zwei Hauptsparten Kost und Logis:
- Beherbergung (Unterkunft für Aufenthalt und Übernachtung, Logis bzw. Logement, Rooming):
  - Hotels, Pensionen und Gasthäuser mit Beherbergung (Gastgewerbebetriebe der Beherbergung bieten im Allgemeinen auch Verpflegung, etwa als Vollpension (Übernachtung und alle Mahlzeiten) oder Halbpension (Übernachtung mit Frühstück und einer Mahlzeit) sowie Übernachtung mit Frühstück – diese ganze Sparte nennt man Hotellerie)
  - sowie reine Beherbergung
- Gastronomie (Verpflegung, Kost, Food & Beverage F&B‚ Essen und Getränke): Restaurant, Tearoom/Café, Bar, Autobahnrestaurant, Selbstbedienungsrestaurant, Kantine, Systemgastronomie, Betriebsverpflegung, Catering, mobile Verpflegung etc.
- Zusätzlich zum klassischen Gastgewerbe kommt der Unterhaltungssektor (wie Nachtlokale, Dancing) – dieser ist meist mit Verpflegung, seltener mit Unterkunft verbunden.
- Als vierter Zweig des Gastgewerbes ist der Kur- und Wellnessbereich zu nennen (Spa).

Als speziellen Sektor gliedert man das HoReCa-Gewerbe, es umfasst die Hotels, Restaurants und Cafés, mit der Hotellerie im eigentlichen Sinne als Untergruppe
Nicht zum Gastgewerbe gehört die gesamte nicht wirtschaftliche Beherbergung und Verpflegung, wie häusliche Unterbringung, Vereinswesen, humanitäre und soziale Einrichtungen, Asylwesen, Wohnungstausch und Schlafbörsen und anderes.
Nach Betriebsdauer unterscheidet man Ganzjahresbetriebe und Saisonbetriebe. Unter den Saisonbetrieben differenziert man zwischen Einsaisonbetrieb (Sommer oder Winter) und Zweisaisonbetrieb (Sommer und Winter, Zwischensaison geschlossen).
Nach Unternehmensform des Gewerbebetriebs unterscheidet man Inhaber- und Pachtbetriebe, als Unternehmensform sind Privatbetriebe, Aktiengesellschaften und GmbHs vorherrschend, Hotels werden auch unter Franchise- oder Managementverträgen geführt, Genossenschaften sind ebenfalls vertreten.
In Österreich sind die einzelnen Betriebsarten des Gastgewerbes (gemäß § 111 Abs 5 Gewerbeordnung) nicht gesetzlich vorgegeben. Die unterschiedlichen Erscheinungsformen werden durch die wirtschaftlichen Gegebenheiten und die Verkehrsauffassung definiert. Auch landesrechtlich bestehen Unterschiede. Wichtige grundlegende Betriebsarten sind: Hotel, Pension, Gasthof, Restaurant, Gasthaus, Imbissstube, Jausenstation, Buffet, Branntweinschenke, Bar, Kaffeehaus/Café, Kaffeerestaurant, Espresso, Stehkaffeeschenke, Kaffeekonditorei, Eissalon, Pub, Diskothek/Tanzcafé, Nachtklub. Für die jeweiligen Betriebsarten gelten je nach Bundesland einheitliche Sperrzeiten (§ 113 Abs 1 GewO, Landes-Sperrzeiten-/-stundenverordnungen) Dazu kommen Betriebsarten der Parahotellerie wie Lieferküche/Catering/Partyservice ohne Kundenlokal.

## Aufgabenbereiche und Berufsbezeichnungen

### Gastronomie

#### Wirtschaft einschließlich Service
- Wirtschaftsdirektor oder Gastronomieleiter (auch F&B-Manager)
  - stellvertretender Wirtschaftsdirektor (auch Assistant F&B-Manager)
    - Restaurantleiter (Restaurant Manager)
      - Oberkellner (Maître d’hôtel)
      - Sommelier (Weinkellner)
      - Chef de Rang (Stationskellner)
      - Demichef de Rang (stellvertretender Stationskellner)
      - Commis de Rang (Speisen- und Getränketräger)
      - Food runner

    - Bankettserviceleiter (Banquet Service Manager)
      - stellvertretender Bankettserviceleiter (Assistant Banquet Service Manager)
      - Chef de Rang (Banquet Supervisor)
      - Demichef de Rang (Stationskellner)
      - Commis de Rang (Kellner)

    - Chef de Bar (Thekenchef)
      - Demi Chef de Bar (stellvertretender Thekenchef)
      - Commis de Bar (Thekengehilfe), siehe auch Barkeeper

    - Etagenserviceleiter (Room Service Manager)
      - Etagenkellner (Room Service Waiter)

#### Küche
- Küchenchef (Chef de Cuisine)
  - stellvertretender Küchenchef (Souschef)
    - Saucenkoch (Saucier)
      - Bratenkoch (Rotisseur)
      - Fischkoch (Poissonnier)

    - Beilagenkoch (Entremetier)
      - Gemüsekoch (Legumier)
      - Suppenkoch (Potager)

    - Koch der kalten Küche (Gardemanger)
      - Vorspeisenkoch (Hors d’œuvrier)
      - Küchenmetzger (Boucher)

    - Springer (Tournant)
    - Personalkoch (Communard)
    - Konditor/Dessertkoch (Pâtissier)

### Arbeitsbereiche auf der Etage (Housekeeping)
Die Etagenabteilung umfasst folgende Räumlichkeiten und Bereiche:
1. alle Gästezimmer
2. sämtliche Gänge und Korridore
3. den Hallenbereich
4. alle öffentlichen Räumlichkeiten
5. alle Treppenhäuser

Die Etagenabteilung hat prinzipiell vier Hauptfunktionen:
1. Gesamte Reinigung und Instandhaltung in Zusammenarbeit mit der technischen Abteilung, Dekoration der Zimmer und Aufenthaltsräume
2. Ausbildung und Training ihrer Mitarbeiter
3. Bestellung und Kontrolle aller notwendigen Bedarfsmittel, Reinigungsmittel und Gästeartikel (Guest supplies)
4. Administration – Dienstplaneinteilung und notwendige Kontrollreports

Die Arbeitsbereiche auf der Etage beeinflussen die Form der Organisation. Die Tätigkeitsbereiche können abhängig von der Größe des Gastgewerbebetriebs und Niveaus organisiert werden.
- Traditionelle Organisation auf der Etage:
  - Die Leitung der Aufgaben erledigt die Directrice bzw. Hausdame(nassistentin)
  - Zu der Directrice/Hausdame(nassistentin) gehören mehrere Brigaden auf den Etagen. Sie bestehen aus folgenden Personen: Zimmerfrau, Zimmermädchen, Putzfrau und eventuell auch Lohndiener (Pagen und Aushilfskräfte) auf der Etage.
  - Alle Brigaden erledigen die Aufräumungsarbeiten auf einer oder mehreren Etagen.
  - Die Leitung und Abstimmung und Kontrolle ihrer Arbeiten erledigt die Directrice/Hausdame(nassistentin), die auch mit anderen Bereichen (F & B, Bankett usw.) den Kontakt hält.
- Moderne Organisation im Hotelbereich:
  - der Housekeeper leitet diesen Bereich
  - die Hausdamen kontrollieren die Arbeit der Brigaden auf den Etagen.
  - Zu diesem Bereich gehören auch die Putzfrauen der Gemeinschaftsräume auf den Etagen.
  - Im Vergleich zur traditionellen Organisation ist es flexibler.
- Einfache Organisation auf der Etage (dies trifft besonders für kleinere Hotels. Pensionen, Gasthäuser zu):
  - Die Arbeit wird von der Hausdame kontrolliert, die mit dem Front Office den Kontakt hält.
  - Es gibt auch die Möglichkeit, dass die Zimmermädchen unter der Leitung der Chief Concierge oder der Empfangsleitung stehen.

Zimmerstatus: Das Housekeeping zeigt mit der Veränderung des Zimmerstatus dem Room Division Management oder der Empfangsabteilung an, in welchem Zustand sich die Zimmer zurzeit befinden: z. B. leer – nicht aufgeräumt, besetzt, leer – sauber usw.
- Out of order – das Zimmer kann nicht vergeben werden (wird renoviert, es gibt technische Probleme, z. B. der Wasserhahn tropft, die Heizung funktioniert nicht richtig.)
- Rentable rooms – diese Zimmer können heute vergeben werden

Der unten genannte Zimmerstatus wird von der Empfangsabteilung an die Hausdame gemeldet:
- No Show rooms – Zimmer, die gebucht wurden, aber die Gäste sind nicht angekommen.
- Walk in rooms – Zimmer für Gäste, die ohne Reservierung ankommen.
- Day rooms – Zimmer für Gäste, die nicht im Zimmer übernachten, sondern nur für einige Stunden das Zimmer in Anspruch nehmen (Flugpiloten, Flugpassagiere, die ihren Flug verpasst haben, Geschäftsleute für Sitzungen in Hotel-Suiten)

Überfüllung/Überbuchung: Im Hotel werden für eine bestimmte Periode mehr Zimmer verkauft, als zur Verfügung stehen. So versucht man Umsatzausfälle zu vermeiden, die wegen der Gäste entstehen, die nicht anreisen oder kurzfristig stornieren.
Berufe im Housekeeping:
- Hausdame[5][6] bzw. Executive Housekeeper. Aufgaben:
  - Leitung der Arbeit auf der Etage
  - die Analyse der Arbeitseffektivität
  - Planungsaufgaben (Grundreinigung, Wartungsarbeiten, Weiterbildungen)
  - Sicherung des Personals
  - Kontrolle
  - die Organisation der Geschenke bzw. Treatments (bekészítések) für Stammgäste und VIP-Gäste – Wein, Obst …
  - Betreuung der VIP-Gäste
  - Vorbereitung des jährlichen Investitions- und Bedarfsplanes (Bestellplanes)
- Stellvertretende Hausdame (Assistant Housekeeper) = Wirtin: Sie verrichtet ihre Aufgaben unter der direkten Leitung des Housekeeping-Managers, die vor allem in der Leitung und Kontrolle der ihr unterstellten Mitarbeiter bestehen.
  - Sie fertigt den täglichen Arbeitsplan der Zimmerfrauen an, sammelt die von ihnen angefertigten Rapporte ein und stimmt sie mit dem Beschäftigungsplan ab.
  - Sie leitet den Verzehr aus der Minibar zur Berechnung weiter.
  - Sie ist meist verantwortlich für 80–100 Zimmer (kommt immer auf den Standard des Hauses an)
- Hausdamenassistent (Housekeeping Supervisor)
Ist in allen Fragen der Hausdame unterstellt und hält engen Kontakt zu den Zimmermädchen
- Zimmermädchen/Roomboy (Cleaner)
Sie verrichten ihre Arbeit unter der Leitung der Hausdame.
  - Ihre Aufgaben sind das Vorbereiten der Zimmer und anderer Räumlichkeiten.
  - Sie können täglich ca. 20 Zimmer pro Person vorbereiten.
  - Sie bekommen jeden Tag von der Hausdame die Liste der aufzuräumenden Zimmer und die Zimmerschlüssel/Zimmerkarten.
- Lohndiener (Page oder Aushilfe) auf der Etage
  - Er hilft den Zimmermädchen bei den schweren Arbeiten (Wäschewechsel, Transport von Möbelstücken, Vorbereitung eines Zusatzbettes).
  - Er hat nebenbei die Aufgabe, die Fluren und die Treppenhäuser, Aufgänge sauber zu halten.
- Putzfrau
  - sie haben die Aufgaben, die Räumlichkeiten außerhalb der Gästezimmer sauber zu halten.
  - in einigen Hotels verrichten sie die Aufräumungsarbeiten in den Restaurants und Banketträumen.
- Wäschebeschließer (Beschließerin)
Aufgaben: In größeren Häusern wird die Wäsche selbst gewaschen und dann auch von bestimmten Personen herausgegeben
- Nähen
Aufgabe: sie näht die zerrissene Wäsche.
- Wäscher (Laundry Attendant)
Aufgaben: für die gesamte anfallende Wäsche in einem Hotel zuständig, Reinigung der Gästewäsche
- Uniformausgabe und -reinigung
Aufgaben: In großen Hotels wird für das Personal einheitliche Kleidung zur Verfügung gestellt, dieses wird meistens von der Wäscherei mit verwaltet
- Public Area Cleaner (zuständig für alle öffentlichen Bereiche im Haus)
- Florist
Aufgaben: Die Ausstattung aller Bereiche mit frischen Blumen, von der Hotelhalle bis zu den Zimmern und die Pflege aller Pflanzen

### Technische Abteilung
Zur Instandhaltung der Infrastruktur und der Zimmer haben größere Hotels eine technische Abteilung, die von einem technischen Leiter geführt wird. Zu seinem Stab gehören je nach Bedarf Gas- und Wasserinstallateure, Elektrofachpersonal, Maler und Lackierer, IT, E-Commerce-Manager, Gärtner, Schreiner und Polsterer.

### Verwaltung
Wie jedes Wirtschaftsunternehmen benötigt auch ein Hotel eine Verwaltung. Neben der Geschäftsführung, Buchhaltung, Marketing und Personalwesen verfügt ein Hotel zusätzlich über die Reservierung, in der Reservierungsleiter  und Reservierungssachbearbeiter tätig sind. Als zusätzlicher Bereich kommt ein Veranstaltungsbüro mit Bankettverkaufsleiter, Bankettverkaufsbereichsleiter und Bankettverkaufskoordinator in Frage.

### Rezeption
Die Rezeption wird vom Empfangschef geleitet. Ihm unterstellt sind der stellvertretende Empfangschef, der Night Manager, der Assistant Night Manager, der Nachtportier, der Rezeptions-Schichtleiter, Rezeptionsmitarbeiter, Kassierer, Telefonvermittler, Conciergen, Gepäckträger, Liftboys, Portiers, Wagenmeister, Hoteldiener und Hotelpagen.

### Sonstige Bereiche
- Wellnessbereich

## Ausbildung

### Ausbildung in Deutschland
Das Gastgewerbe ist einer der größten Ausbilder Deutschlands mit über 97.000 Auszubildenden. Es gibt folgende Ausbildungsberufe in der Hotellerie:
- Geprüfter Hotelmeister (Hotelmeister)
- Staatlich geprüfter Assistent für Hotelmanagement
- Betriebswirt (Berufsakademie) für Hotel- und Gastronomiemanagement
- Fachmann/-frau für Systemgastronomie
- Hotelkaufmann/-frau
- Hotelfachmann/-frau
- Fachkraft im Gastgewerbe (nur zwei Jahre Ausbildungsdauer)
- Restaurantfachmann/-frau
- Koch

Die Ausbildung dauert in Deutschland üblicherweise drei Jahre. Die Ausbildung umfasst das Arbeiten am Empfang, im Housekeeping (Gästezimmer), in der Hotelküche, Magazin, Hotelbüro (Verwaltung) und im Restaurant. Gute Fremdsprachenkenntnisse, mathematisches und wirtschaftlich effizientes Denken, Spaß an der Arbeit mit Menschen sowie eine hohe Belastbarkeit sind wichtige Voraussetzungen. Beim Hotelkaufmann ist der Bereich Hotelbüro besonders vertieft.
Deutschland stellt mit seinem dualen Ausbildungssystem für Hotel- und Gastronomieberufe im internationalen Vergleich eine Ausnahme dar. Im Ausland sind vor allem drei- bis vierjährige Hotelmanagement-Studiengänge (Bachelor of Hospitality Management) verbreitet, die etwa ein Jahr Praktikum beinhalten. Vergleichbare klassische betriebliche Ausbildungsgänge sind nicht vorhanden. Hotelmanagement-Studiengänge werden jedoch auch in Deutschland von Privathochschulen (Internationale Hochschule Bad Honnef – Bonn, Hochschule für angewandtes Management), staatliche Berufsakademien oder internationale Hotelfachschulen im Ausland (besonders in der Schweiz) angeboten. Inzwischen bietet die Hochschule Heilbronn als einzige staatliche Hochschule in Deutschland den 7-semestrigen Bachelor-Studiengang Hotel- und Restaurantmanagement an.

### Ausbildung in Österreich
Das Angebot an Ausbildungen ist im tourismusintensiven Österreich sehr umfangreich. Es umfasst Lehrberufe, Ausbildungen an Fachschulen, Höheren Lehranstalten, Kollegs und Studien. Die Ausbildung im dualen System ist wie in Deutschland aufgebaut. Folgende Lehrberufe werden angeboten:
- Gastronomiefachmann/-frau
- Hotel- und Gastgewerbeassistent/in
- Koch/Köchin
- Restaurantfachmann/-frau – früher Kellner/in
- Systemgastronomiefachmann/-frau

## Existenzgründung
Grundsätzlich herrscht in Deutschland Gewerbefreiheit. Für das Gastgewerbe reicht eine Gewerbeanmeldung jedoch nur aus, wenn kein Alkohol ausgeschenkt wird. Ansonsten muss der zukünftige Gastronom eine Konzession beantragen. Um diese zu erhalten, wird die persönliche Zuverlässigkeit, die fachliche Eignung und die Eignung der Betriebsräume überprüft. Daneben muss der Gastronom das Gaststättengesetz, das Jugendschutzgesetz und das Infektionsschutzgesetz beachten.

## Arbeitsbedingungen
Im HoGa-Bereich generell sind geringe Bezahlung und häufig wechselnde Arbeitszeiten (Schichtbetrieb) oder Arbeit zu ungewöhnlichen Zeiten üblich. An vielen Orten ist Saisonarbeit üblich, verbunden mit einem Zeitvertrag.
Tarifparteien sind regionale HoGa-Verbände und die Gewerkschaft Nahrung-Genuss-Gaststätten. Betriebsräte sind in privat geführten Hotels eine Seltenheit.
Oftmals wird in der Hotellerie ein ungleichmäßig hoher Arbeitseinsatz erwartet, sodass es oft nur zu geringer Freizeitgestaltung kommen kann. Dieser hohe Arbeitseinsatz ergibt sich sehr oft aus der Unplanbarkeit im Hotel. So hängt zum Beispiel der Feierabend im Restaurant davon ab, wann die letzten Gäste gehen.

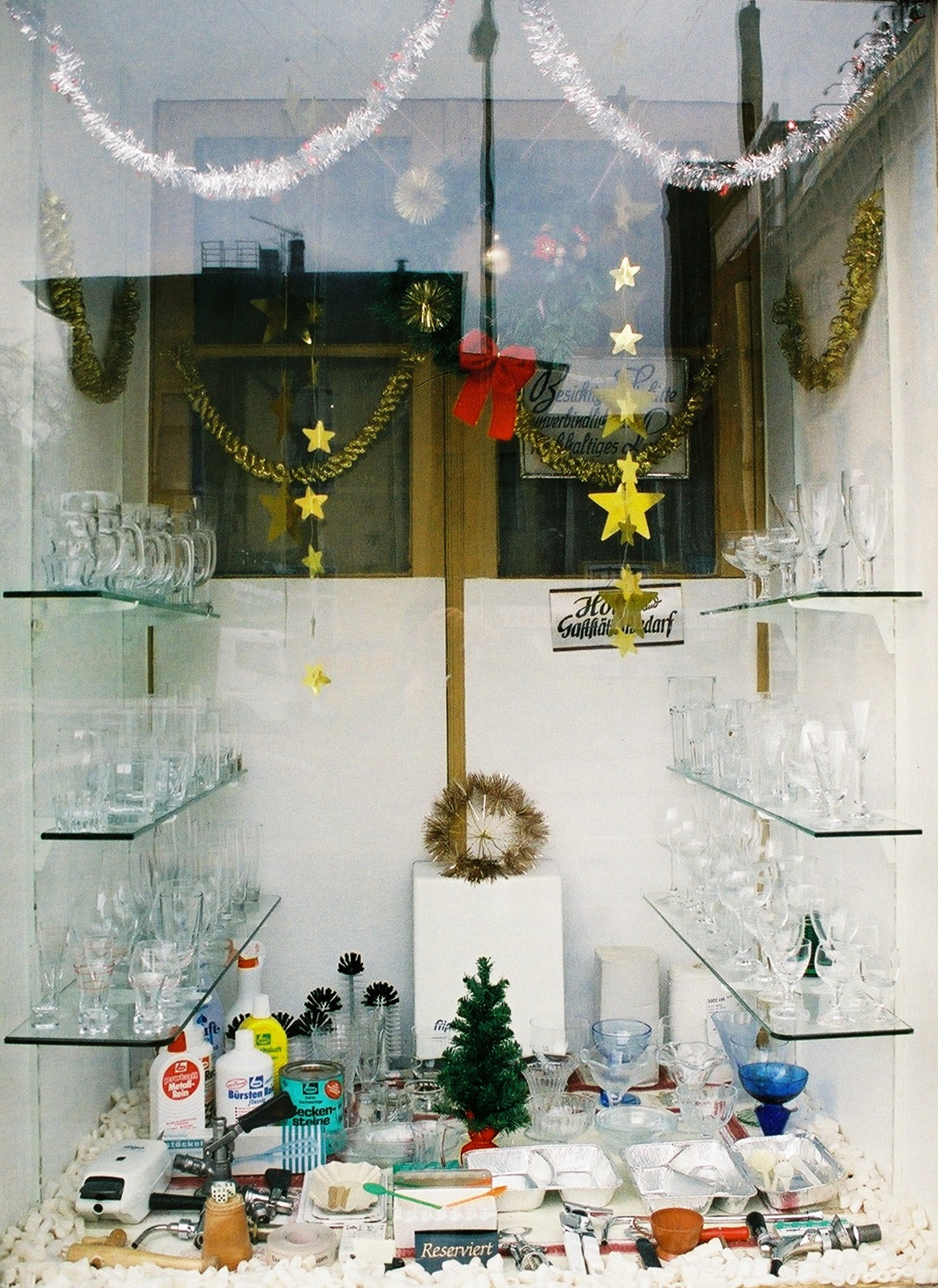
Gaststättenbedarf: Auslage im Schaufenster eines Berliner Fachgeschäfts (2005)

## Das Gastgewerbe als Wirtschaftsfaktor in Deutschland
Erst im Laufe des 16. und 17. Jahrhunderts war das Gastgewerbe von einer Nebenbeschäftigung zu einem Hauptberuf geworden. Unternehmen des Gastgewerbes sind in Deutschland im Deutschen Hotel- und Gaststättenverband DEHOGA organisiert.
In Deutschland gehörten nach Angaben des Statistischen Bundesamtes 2014 dem Gastgewerbe 220.745 Unternehmen an, die wiederum über 939.220 sozialversicherungspflichtige Beschäftigte verfügten. Der Umsatz des gesamten Gastgewerbes belief sich 2014 auf rund 74,2 Milliarden Euro. In Deutschland wurde 2006 im Beherbergungsgewerbe ein Umsatz von rund 26 Milliarden Euro gemacht. Insgesamt gab es 44.506 Beherbergungsbetriebe.
Im März 2015 haben Deutschlands Unternehmen im Gastgewerbe nominal 2,4 % mehr umgesetzt als im März 2014.
Weitere Informationen über das Gastgewerbe (Hotellerie, Gastronomie, Kantinen und Caterer) stellen u. a. die Gastgewerbestatistiken des Statistischen Bundesamtes bereit.